# Saint-Marcel-Bel-Accueil
Saint-Marcel-Bel-Accueil este o comună în departamentul Isère din sud-estul Franței. În 2009 avea o populație de 1.298 de locuitori.

## Evoluția populației
| An        | 1975 | 1982 | 1990 | 1999  | 2006  | 2009  |
| --------- | ---- | ---- | ---- | ----- | ----- | ----- |
| Populație | 640  | 804  | 998  | 1.254 | 1.267 | 1.298 |